# Véronique Hazan
Répertoire
opéra, musique sacrée, musique contemporaine, lied, mélodie
Véronique Hazan est une soprano lyrique colorature française. Ses capacités vocales lui permettent d'aborder différents répertoires tels que l'opéra, la musique sacrée, la musique contemporaine, le lied et la mélodie.

## Biographie
Après des études au conservatoire de Saint-Maur-des-Fossés où elle étudie le violoncelle et le piano, Véronique Hazan poursuit son apprentissage en chant au sein de la Maîtrise de Radio France. Elle sera choisie comme soliste et y restera neuf années.
Elle continue par la suite ses études à l’École normale de musique de Paris (classe de Paul Derenne) et obtient, après trois années, son diplôme de concertiste-soliste ainsi que sa licence de concert.
Durant plusieurs années, elle appartient au Groupe vocal de France et se produit en France comme à l'étranger.
Afin de compléter sa formation, elle se perfectionnera notamment auprès de Régine Crespin, Jules Bastin, Christa Ludwig, William Christie...
Véronique Hazan mène diverses activités d'enseignement, de stages, de master-classes, et de membre de jury. Elle enseigne au sein du Conservatoire international de musique de Paris, au cours d'adultes du Conservatoire du 10e arrondissement de Paris, et au Conservatoire de Montesson.
Elle est également directrice artistique de l'association lyrique l'Air de rien, créée en 2010.

## Représentations
Véronique Hazan se produit dans des concerts sous la direction d'artistes tels que Gary Bertini, Kent Nagano, Michel Piquemal, Marcel Landowski, Pierre Dervaux, Sylvain Cambreling, Luciano Berio,,,...
Elle est amenée à chanter en France, en Italie, en Allemagne, aux États-Unis, en Corée du Sud…, où elle a notamment interprété :
- Shéhérazade de Maurice Ravel
- Le Barbier de Séville de G. Rossini (rôle de Berta)
- Le Bal masqué de G. Verdi (rôle d’Amelia)
- A-Ronne de Luciano Berio
- Leone de P. Mion (Mme Schimitt et La Juge)
- Così fan tutte de W.A. Mozart (rôle de Fiordiligi)
- Le Barbier de Séville, G. Rossini (rôle de Rosine)
- Don Juan de W.A. Mozart (rôle d’Anna)
- Grande messe en ut mineur K 427 W.A. Mozart
- Le Mariage secret de D. Cimarosa (rôle d’Elisetta)
- Carmen de Bizet (rôle de Michaëla).

## Distinctions
- Véronique Hazan a remporté en 1994 le prix de la Fondation Charles-Oulmont, qui était alors présidée par Marcel Landowski et Jacques Charpentier[10]
- L'Associazione Pugliese di Roma[11] distingue Véronique Hazan pour « le goût raffiné de sa voix et la grâce pour son engagement dans l'art ».

## Discographie
- C’est l’extase langoureuse, œuvres de Debussy, Cipriani, Ravel, Véronique Hazan (soprano), Miki Masuyama (piano).
- La Musique religieuse de Poulenc, Groupe vocal de France (direction John Alldis)
- 5 Rechants et O sacrum convivium; Nuits de lannis XANAKIS, d’Olivier Messiaen, Groupe vocal de France (direction Michel Tranchant)
- Zeitlauf de Philippe Manoury, Groupe vocal de France et IRCAM (direction Peter Eötvös)
- Musique profane de Francis Poulenc, Groupe vocal de France (direction John Alldis)
- Ligeti Lux aeterna, œuvres vocales, Groupe vocal de France (direction Guy Reibel)
- Œuvres religieuses et profanes de Gabriel Fauré, Groupe vocal de France (direction John Alldis)
- Musique sacrée de Giacinto Scelsi, Groupe vocal de France (direction Michel Tranchant)
- Minnesang d’Emmanuel Nunes, Groupe vocal de France (direction Michel Tranchant)
- Le Temps restitué de Jean Barraque, Groupe vocal de France et ensemble 2e2m (direction Paul Méfano)
- Madrigali su Michelangelo de G. Arrigo, Groupe vocal de France (direction Michel Tranchant)